# La Ferté-Saint-Samson
La Ferté-Saint-Samson település Franciaországban, Seine-Maritime megyében. Lakosainak száma 446 fő (2022. január 1.). La Ferté-Saint-Samson Argueil, Mésangueville, Roncherolles-en-Bray, Rouvray-Catillon, Sigy-en-Bray és Forges-les-Eaux községekkel határos.

## Népesség
A település népességének változása:
| Lakosok száma | 464  | 474  | 481  | 466  | 462  | 458  | 450  | 444  | 446  |
|               | 2013 | 2015 | 2016 | 2017 | 2018 | 2019 | 2020 | 2021 | 2022 |